# Demotape 1991
Demotape 1991 – trzecie demo heavymetalowego zespołu Grave Digger, wydane w 1991 roku.

## Lista utworów
1. Ruler Mr. H
2. The Devil Plays Piano
3. Fight the Fight
4. Wedding Day

## Twórcy
- Chris Boltendahl – śpiew
- Uwe Lulis – gitara, gitara basowa
- Peter Breitenbach – perkusja